# Opsion intestata
Opsion intestata är en tvåvingeart som beskrevs av Eberhard Plassmann och Schacht 1990. Opsion intestata ingår i släktet Opsion och familjen svampmyggor.
Artens utbredningsområde är Spanien. Inga underarter finns listade i Catalogue of Life.